# Spójnicowate

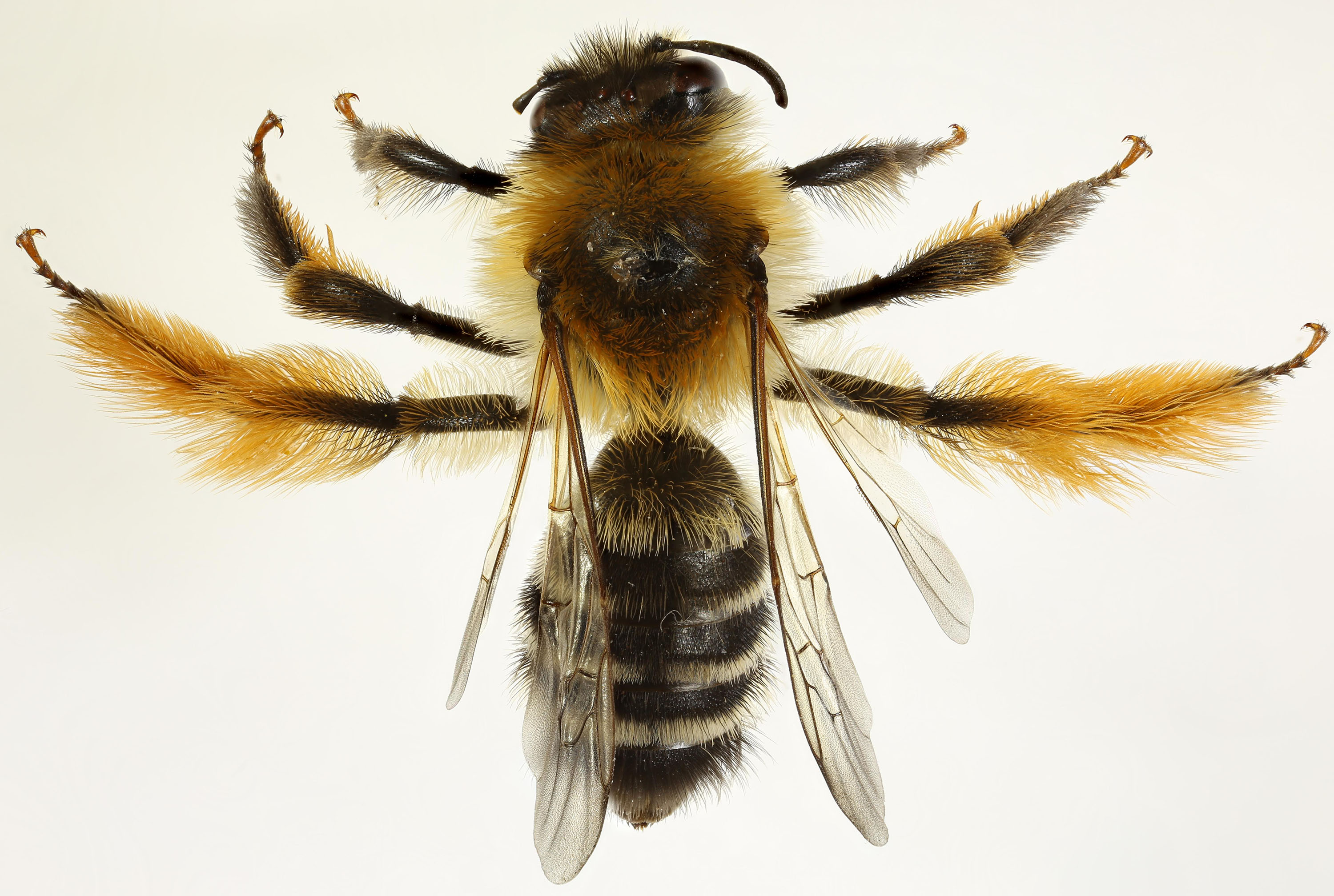
Samica obrostki pospolitej.

Spójnicowate (Melittidae) – rodzina owadów z rzędu błonkoskrzydłych i nadrodziny pszczół obejmująca ponad 190 opisanych gatunków. Są to jednopokoleniowe pszczoły samotnice, zakładające gniazda w glebie. Wyróżniają się budową aparatu gębowego. Zasiedlają Holarktykę i krainę etiopską. W zapisie kopalnym znane od eocenu.

## Opis
Są to pszczoły średnich i dużych rozmiarów. Ich szczęki cechuje obecność grzebyka na żuwce zewnętrznej i brak takowego na pieńku oraz krótki wyrostek u nasady pieńka (processus basistipitalis). Mają wyniesioną nasadę wargi górnej. Ich języczek ma rowkowane włoski duże i skierowane rozbieżnie. Narządy gębowe cechuje  również V-kształtne wskutek redukcji apronu lorum, połączone z jednolicie zwężoną i podwiniętą nasadą przedbródka. Większość ma bardzo małe przyjęzyczki, niekiedy wręcz zanikłe lub zlane z suspensoriami. Wyjątkiem są tu tylko Meganomiinae. Rowek episternalny uległ u spójnicowatych prawie całkowitemu zanikowi. Służące zbieraniu pyłku szczoteczki z włosków znajdują się u samic na goleniach i pierwszych członach stóp.

## Biologia i występowanie
Spójnicowate to pszczoły samotnice wydające po jednym pokoleniu rocznie. Samce pojawiają się przed samicami. Do kopulacji dochodzi zwykle na roślinach żywicielskich. Zapłodnione samice wykopują gniazda w glebie. Składają się one z korytarza głównego i korytarzy bocznych, na dnie których znajduje się po jednej lub po kilka komórek lęgowych. Do komórki znoszony jest pyłek, który formowany jest w grudkę, na szczycie której samica składa pojedyncze jajo. Larwy rozwijają się szybko, konsumując całą grudkę w około 10 dni. Wyrośnięte larwy zimują, a przepoczwarczają się wiosną następnego roku.
Rodzina ta wywodzi się z Afryki i tam osiąga największą różnorodność. Ponadto jej przedstawiciele występują w palearktycznej Eurazji i nearktycznej Ameryce Północnej. Na południe sięgają Południowej Afryki. W Polsce występuje 11 gatunków z 3 rodzajów (zobacz: spójnicowate Polski).

## Systematyka i filogeneza
Do spójnicowatych zalicza się 191 opisanych gatunków, zgrupowanych w 17 rodzajach i trzech podrodzinach:
- Dasypodainae – obrostkowate[8]
- Meganomiinae
- Melittinae – spójnice[8]

Wczesne analizy filogenetyczne wskazywały na parafiletyzm spójnicowatych. W 1995 Alexander i Michener zdecydowali się nawet na wyniesienie wszystkich trzech podrodzin do rangi osobnych rodzin, jednak w pracy z 2000 Michener uznał ten krok za przedwczesny z uwagi na słabą reprezentację spójnicowatych w próbie badawczej.  W 2013 Hedtke, Patiny i Danforth opublikowali wyniki analizy molekularnej obejmującej ponad 1300 gatunków pszczół. Wynika z niej, że spójnicowate stanowią takson monofiletyczny i klad bazalny w obrębie pszczołokształtnych.
Najwcześniejsze ślady kopalne spójnicowatych znaleziono we francuskim bursztynie z Oise. Należą one do rodzaju Paleomacropis i pochodzą z wczesnego eocenu.